# Javanoscinis meijerei
Javanoscinis meijerei är en tvåvingeart som först beskrevs av Becker 1911.  Javanoscinis meijerei ingår i släktet Javanoscinis och familjen fritflugor. Inga underarter finns listade i Catalogue of Life.